# Áras an Uachtaráin
Áras an Uachtaráin – oficjalna rezydencja prezydenta Irlandii, położona w Phoenix Park w Dublinie.
Áras an Uachtaráin zostało zbudowane w 1751 roku przez leśniczego Nathaniela Clementsa. W 1782 roku budynek został przejęty na potrzeby Lorda Namiestnika Irlandii za kwotę 25 000 funtów. Z okazji wizyty Wiktorii w 1849 roku dobudowano wschodnie skrzydło, a w 1911 roku rozbudowano skrzydło zachodnie, gdy przygotowywano wizytę Jerzego V. Aż do 1922 roku stanowił oficjalną rezydencję namiestników, a w roku 1938 został oficjalną rezydencją prezydentów Irlandii i nadal pełni tę funkcję. W każdą sobotę budynek jest dostępny dla zwiedzających, co roku z możliwości zwiedzenia rezydencji korzysta 5200 osób.